# ستيف براكنريدغ
ستيف براكنريدغ (بالإنجليزية: Steve Brackenridge)‏ هو لاعب كرة قدم بريطاني، ولد في 31 يوليو 1984 في روتشديل في المملكة المتحدة. لعب مع ماكليسفيلد تاون ونادي هايد إف سي.

## وصلات خارجية
- ستيف براكنريدغ على موقع قاعدة بيانات كرة القدم.إي يو (الإنجليزية)
- ستيف براكنريدغ على موقع Soccerbase.com (لاعب) (الإنجليزية)